# Погубљење (ТВ филм)
„Погубљење” је југословенски ТВ филм из 1958. године. Режирао га је Мирослав Миња Дедић а сценарио је написао Ерих Хит.

## Улоге
| Глумац                     | Улога |
| -------------------------- | ----- |
| Јозо Лауренчић             |       |
| Властимир Ђуза Стојиљковић |       |
| Миливоје Томић             |       |